# Dimitrie I. Ghica
Dimitrie I. Ghica (ur. w 1875, zm. w 1967) – rumuński polityk i dyplomata, absolwent uniwersytetu w Tuluzie. Pracę w dyplomacji rozpoczął w 1894 jako sekraetarz poselstwa rumuńskiego w Rzymie, następnie kontynuował misję dyplomatyczną w Sankt Petersburgu, Bernie, Wiedniu i Sofii. Członek rumuńskiej delegacji na konferencji wersalskiej, złożył podpis pod traktatem z Sevres. Minister spraw zagranicznych w latach 1931-1932. Kawaler Orderu Orła Białego. Tłumacz dzieł Herodota na rumuński. Opublikował studium z dziedziny relacji Francji i księstw naddunajskich.

## Publikacje
- Istoriile lui Erodot. Traducere română din limba originală însoțite de textul elinesc și de note – 1894
- Franța și principatele Dunărene – 1789-1815 (wznowienie  Institutul European, 2008 – ISBN 978-973-611-511-0]